# Francis Robbins Upton

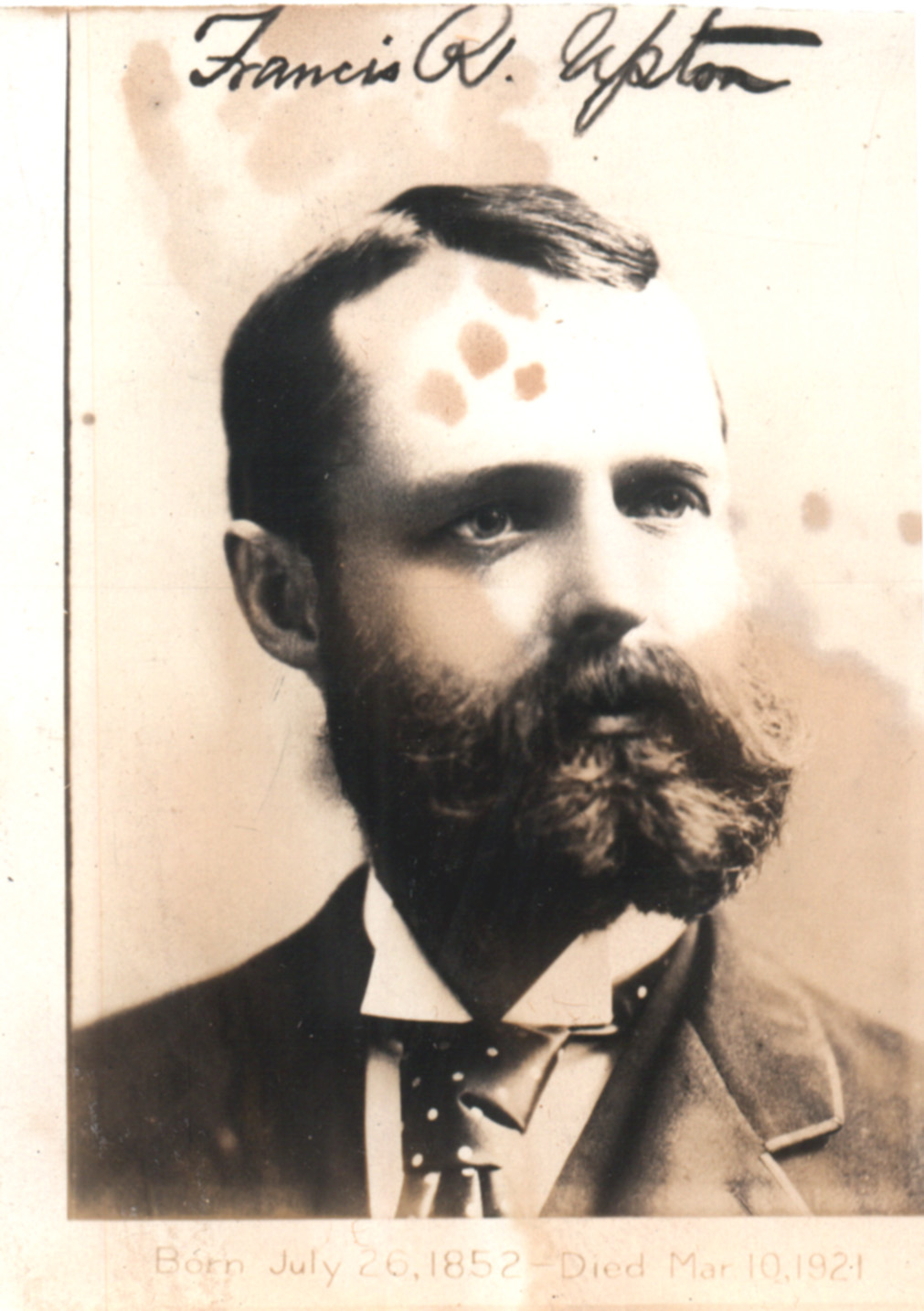
Francis Robbins Upton

Francis Robbins Upton (Peabody (Massachusetts), 26 juli 1852 – Orange (New Jersey), 10 maart 1921) was een Amerikaans natuur- en wiskundige. Hij was een naaste medewerker van Thomas Edison en speelde een belangrijke rol in de ontwikkeling van diens elektrische systemen.

## Biografie
Upton studeerde aan het Bowdoin College in Brunswick, waarna hij naar Berlijn ging om te studeren onder de Duitse professor Hermann von Helmholtz. Nadat hij was teruggekeerd in de Verenigde Staten ging hij naar Princeton University, waar hij in 1877 zijn Master of Science ontving.

### Edison
In 1878 werd hij aangenomen bij het laboratorium van Edison in Menlo Park om wetenschappelijke ondersteuning te geven aan Edisons geniale ideeën. Daar behandelde hij technische problemen op een wiskundige manier, waaronder elektrisch licht, de kWh-meter en grote gelijkstroomdynamo's. Mede hierdoor kon Edison op 21 oktober 1879 zijn eerste gloeilamp presenteren aan het publiek. Uptons woning in Menlo Park was het eerste huis ter wereld dat werd verlicht door elektriciteit.
Later werd bij partner en algemeen directeur van de Edison Lamp Works, de fabriek die hij samen met Edison in 1880 oprichtte. Deze fabriek, voor de productie van gloeilampen, werd in 1892 onderdeel van General Electric. Hierbij ondernam hij diverse reizen naar Europa om toezicht te houden op de financiën van Edisons buitenlandse gloeilampfabrieken.
Verder schreef en publiceerde hij artikelen voor tijdschriften zoals de Scribner's Monthly en de Scientific American. In 1918 werd Upton benoemd tot de eerste voorzitter van de Edison Pioniers, een elite groep van technici in dienst van Edison.

### Brandalarm
In 1890 patenteerde Upton, samen met Fernando J. Dibble, het eerste elektrische brandalarm- en rookdetectiesysteem. Deze prestatie van hem wordt vaak over het hoofd gezien omdat zijn uitvinding door een schrijffout als Portable Electric Tire-Alarm (Verplaatsbaar elektrisch bandalarm) in de boeken terecht is gekomen.